# Архимандрит Јустин (Рауер)
Јустин (световно Андреас Рауер; Минхен, 20. август 1963) схи-архимандрит је Српске православне цркве и старешина Испоснице Благовести

## Биографија
Схи-архимандрит Јустин (Рауер), рођен у 20. августа 1963. године у Минхену, у римокатоличкој породици, студирао је физику у Вирцбургу након завршетка средње школе. Отац Јустин је први пут дошао у контакт са православним монаштвом током једногодишњег боравка у САД-у као стипендиста. Тамо је постао православац 1987. године у манастиру Светог Јована Рилског у Сетаукету Сетокету на Лонг Ајленду. Исте 1987. године вратио се у Њемачку, да завршава своје студије физике.
Године 1988. отац Јустин је упознао оца Василија (Гролимунда), у Паризу. Обојица су одлучили да заједно оснују монашку заједницу у Њемачкој. Већ 1989. године основали су Скит Светог Спиридона у Гајлану на Лану између Лимбург на Лани и Бад Емса, којим отац Василије и данас председава као игуман. Године 1996, после седам година искушеништва, отац Јустин је рукоположен у малу схиму са именом Паисије. Године 2005. рукоположен је за јерођакона и јеромонаха, уздигнут у Синкелос 2006. године, а посвећен у Велику схиму са именом Јустин 2010. године.
Скит светог Спиридона, чудотворца и епископа тримитунског (ввв.спиридон-ските.де), постао је један од најзначајнијих духовних центара православља у Њемачкој. Схи-архимандрит отац Јустин  од 2011. године гради цркву Светог Преображења Господњега која припада Скиту. Јустин скит у Унтеруфхаузену између Фулде Бад Херсфелда. Старешина Манастира Испоснице Благовести постаје 2014. године.